# Nürnberški skup
Nürnberški skup (njem. Reichsparteitag) bio je godišnji skup Nacionalsocijalističke njemačke radničke stranke koji se održavao od 1923. do 1938. godine. Smisao skupova bilo je širenje nacističke propagande, što se posebno ogledalo na skupovima održanim nakon Hitlerovog dolaska na vlast 1933. godine. 
Prvi nacistički skup održao se 1923. godine u Münchenu te kasnije, 1926., u Weimaru. Od 1927. godine održavaju se u Nürnbergu koji je izabran zato što je bio središte Reicha te što je imao pogodan teren za tisuće pridošlica. 

## Skupovi
- 1923. - Prvi stranački kongres održan 27. siječnja u Münchenu.
- 1923. – 1. i 2. rujna održan skup povodom "Dana Njemačke".
- 1926. - Drugi stranački kongres ("Kongres ponovnog osnivanja") održan 3 i 4. srpnja u Weimaru.
- 1927. - Treći stranački kongres ("Dan buđenja") održan 19., 20. i 21. kolovoza u Nurnbergu. Na ovom kongresu napravljen je propagandni film Eine Symphonie des Kampfwillens.
- 1929. - Četvrti stranački kongres ("Dan staloženosti") održan je od 1. do 4. kolovoza u Nurnbergu. Na ovom kongresu napravljen je propagandni film  Der Nürnberger Parteitag der NSDAP.
- 1933. - Peti stranački kongres ("Skup pobjede") održan je od 30. kolovoza do 3. rujna. Na ovom skupu napravljen je film Der Sieg des Glaubens autorice Leni Riefenstahl. Skup je održan u Nurnbergu, a Hitler je najavio kako će se od sada svi skupovi održavati u tom gradu.
- 1934. - Šesti stranački kongres održan od 5. do 10. rujna. Posjetilo ga je oko 700 000 nacističkih pristaša. Tijekom skupa dano mu je ime "Skup jedinstva i snage", a na ovom skupu Leni Riefenstahl napravila je propagandni film Triumph des Willens.
- 1935. - Sedmi stranački kongres održan je od 10. do 16. rujna pod nazivom "Skup slobode". Na ovom skupu Leni Riefenstahl napravila je film Tag der Freiheit: Unsere Wehrmacht, nacisti su upoznali pristaše s Nirnberškim zakonima.
- 1936. - Osmi stranački kongres održan od 8. do 14. rujna pod nazivom "Skup časti". Tema kongresa bila je remilitarizacija podrajnja. Propagandni film Festliches Nürnberg koristio je scene s osmog i devetog skupa.
- 1937. - Deveti stranački kongres održan je od 6. do 13. rujna pod nazivom "Skup rada". Tema kongresa bilo je slavlje povodom smanjenja nezaposlenosti unutar Reicha.
- 1938. - Deseti stranački kongres održan od 5. do 12. rujna pod nazivom "Skup Velike Njemačke". Tema kongresa bilo je slavlje povodom Anschlussa.
- 1939. - Jedanaesti stranački kongres koji se trebao održati od 2. do 11. rujna pod nazivom "Skup mira". Otkazan je zbog nacističke invazije na Poljsku koja se dogodila 1. rujna.

## Vanjske poveznice
- Slike sa skupova - Getty Images
- Deseti stranački skup, video u boji
- Sedmi stranački skup, Hitlerov govor pripadnicima Hitlerjugenda